# Allie Singer
Pour les articles homonymes, voir Singer.
Allie Singer (Unfabulous) est une série télévisée américaine en 41 épisodes de 25 minutes créée par Sue Rose et diffusée du 12 septembre 2004 au 16 décembre 2007 sur Nickelodeon.
En France, la série a été diffusée à partir du 26 novembre 2005 sur France 2 et sur Nickelodeon France, et à partir du 20 novembre 2014 sur Nickelodeon Teen et au Québec à partir du 27 mai 2008 sur VRAK.TV.

## Synopsis
Cette série met en scène Allie Singer, une adolescente new yorkaise de treize ans passionnée par la musique, qui écrit des chansons où elle parle de ses sentiments et du monde qui l'entoure et qui est amoureuse de Jake Behary et Randy Klein.

## Distribution
- Emma Roberts (VF : Charlyne Pestel) : Allie Singer
- Malese Jow (VF : Sidonie Laurens) : Geena Fabiano
- Jordan Calloway (VF : Adrien Solis) : Zack Carter-Schwartz
- Tadhg Kelly (VF : Taric Mehani) : Ben Singer
- Molly Hagan (VF : Brigitte Aubry) : Sue Singer
- Markus Flanagan (en) (VF : Cyrille Monge) : Jeff Singer
- Mary Lou (en) (VF : Pascale Chemin) : Mary Ferry
- Emma Degerstedt (en) (VF : Susan Sindberg) : Maris Bingham
- Carter Jenkins : Eli Pataki
- Bianca Collins (en) : Patti Perez
- Chelsea Tavares : Clémentine
- Raja Fenske (en) : Jake Behary
- Evan Palmer : Randy Klein

## Épisodes
| Saison | Saison | Épisodes | États-Unis        | États-Unis       | France           | France           |
| Saison | Saison | Épisodes | Début             | Fin              | Début            | Fin              |
| ------ | ------ | -------- | ----------------- | ---------------- | ---------------- | ---------------- |
|        | 1      | 13       | 12 septembre 2004 | 6 mars 2005      | 26 novembre 2005 | 8 décembre 2005  |
|        | 2      | 15       | 10 septembre 2005 | 7 octobre 2006   | 17 décembre 2006 | 30 décembre 2006 |
|        | 3      | 13       | 10 août 2007      | 16 décembre 2007 | 7 mars 2009      | 7 août 2009      |

### Saison 1 (2004-2005)
| №  | #  | Titre Français             | Titre Original     | Diffusions française | Diffusions originale | Code prod. |
| -- | -- | -------------------------- | ------------------ | -------------------- | -------------------- | ---------- |
| 1  | 1  | La fête                    | The Party          | 26 novembre 2005     | 12 septembre 2004    | 101        |
| 2  | 2  | Le secret                  | The Secret         | 27 novembre 2005     | 19 septembre 2004    | 102        |
| 3  | 3  | Le jour de la photo        | The Picture        | 28 novembre 2005     | 26 septembre 2004    | 103        |
| 4  | 4  | Le club littéraire         | Book Club          | 29 novembre 2005     | 10 octobre 2004      | 104        |
| 5  | 5  | Les graffitis              | The Pal            | 30 novembre 2005     | 17 octobre 2004      | 105        |
| 6  | 6  | Les trop choux             | The Rep            | 1er décembre 2005    | 24 octobre 2004      | 106        |
| 7  | 7  | La réputation              | The Pink Guitar    | 2 décembre 2005      | 7 novembre 2004      | 107        |
| 8  | 8  | Le 66e jour                | The 66th Day       | 3 décembre 2005      | 2 janvier 2005       | 108        |
| 9  | 9  | Le premier baiser          | The List of Kissed | 4 décembre 2005      | 9 janvier 2005       | 109        |
| 10 | 10 | Les règles d'or            | The B Word         | 5 décembre 2005      | 16 janvier 2005      | 110        |
| 11 | 11 | La petite sœur             | The Little Sister  | 6 décembre 2005      | 30 janvier 2005      | 111        |
| 12 | 12 | Quand la science s'en mêle | The Partner        | 7 décembre 2005      | 13 février 2005      | 112        |
| 13 | 13 | La roue tourne             | The Bar Mitzvah    | 8 décembre 2005      | 6 mars 2005          | 113        |

### Saison 2 (2005-2006)
| №  | #  | Titre Français                 | Titre Original                           | Diffusions française | Diffusions originale | Code prod. |
| -- | -- | ------------------------------ | ---------------------------------------- | -------------------- | -------------------- | ---------- |
| 14 | 1  | Revoir Tante Bertha            | The Rhinoceros in the Middle of the Room | 17 décembre 2006     | 10 septembre 2005    | 201        |
| 15 | 2  | Le juste milieu                | The Balancing Act                        | 18 décembre 2006     | 18 septembre 2005    | 202        |
| 16 | 3  | Le pari                        | The Job                                  | 19 décembre 2006     | 25 septembre 2005    | 203        |
| 17 | 4  | Pas touche à Randy             | The Eye Randy                            | 20 décembre 2006     | 9 octobre 2005       | 204        |
| 18 | 5  | Journées portes ouvertes       | The Road Trip                            | 21 décembre 2006     | 16 octobre 2005      | 205        |
| 19 | 6  | La raison de la vache          | The Charity Case                         | 22 décembre 2006     | 23 octobre 2005      | 206        |
| 20 | 7  | Embrassez qui vous aimez       | The Dark Side                            | 24 décembre 2006     | 29 octobre 2005      | 208        |
| 21 | 8  | Les garçons vont au golf       | The Information                          | 23 décembre 2006     | 6 novembre 2005      | 207        |
| 22 | 9  | Question délicate              | The Grey Area                            | 25 décembre 2006     | 15 janvier 2006      | 209        |
| 23 | 10 | Le couple idéal                | The Perfect Couple                       | 26 décembre 2006     | 22 janvier 2006      | 210        |
| 24 | 11 | Grosse déprime                 | The Setup                                | 28 décembre 2006     | 29 janvier 2006      | 212        |
| 25 | 12 | Que le spectacle commence      | The Drama                                | 27 décembre 2006     | 26 février 2006      | 211        |
| 26 | 13 | Allez courage                  | The Last Day of 7th Grade                | 29 décembre 2006     | 16 avril 2006        | 213        |
| 27 | 14 | Une soirée pleine de surprises | The Perfect Moment                       | 30 décembre 2006     | 7 octobre 2006       | 214        |
| 28 | 15 | Une soirée pleine de surprises | The Perfect Moment                       | 30 décembre 2006     | 7 octobre 2006       | 215        |

### Saison 3 (2007)
| №  | #  | Titre Français               | Titre Original      | Diffusions française | Diffusions originale | Code prod. |
| -- | -- | ---------------------------- | ------------------- | -------------------- | -------------------- | ---------- |
| 29 | 1  | Le concours de talents       | The Talent Show     | 6 août 2009          | 10 août 2007         | 311        |
| 30 | 2  | Le bal de fin d'année        | The Auction         | 3 juillet 2009       | 16 septembre 2007    | 304        |
| 31 | 3  | Accident de parcours         | The Toot            | 7 mars 2009          | 23 septembre 2007    | 301        |
| 32 | 4  | La confiance                 | The Song            | 14 mars 2009         | 30 septembre 2007    | 302        |
| 33 | 5  | Une nouvelle amie            | The New Best Friend | 21 mars 2009         | 10 octobre 2007      | 303        |
| 34 | 6  | Le sosie d'Allie             | The Two Timer       | 4 juillet 2009       | 28 octobre 2007      | 305        |
| 35 | 7  | La bombe A                   | The L Bomb          | 5 juillet 2009       | 4 novembre 2007      | 306        |
| 36 | 8  | L'anniversaire               | The Birthday        | 2 août 2009          | 11 novembre 2007     | 307        |
| 37 | 9  | Non coupable                 | The Guilt Trip      | 3 août 2009          | 18 novembre 2007     | 308        |
| 38 | 10 | Un boulot en or              | The Quest           | 4 août 2009          | 2 décembre 2007      | 309        |
| 39 | 11 | Frère contre frère           | The Test            | 5 août 2009          | 9 décembre 2007      | 310        |
| 40 | 12 | Un voyage plein de promesses | The Best Trip Ever  | 7 août 2009          | 16 décembre 2007     | 312        |
| 41 | 13 | Un voyage plein de promesses | The Best Trip Ever  | 7 août 2009          | 16 décembre 2007     | 313        |

## Adaptation
Allie Singer a été adapté sous la forme d'un jeu vidéo sur Game Boy Advance en 2006. Il a été développé par WayForward Technologies et édité par THQ.